# Fallingwater
Fallingwater is een villa vlak bij de Mill Run in Fayette County in Pennsylvania. Ze is over een waterval heen gebouwd, vandaar de naam. Ze staat in de bossen in het Alleghenygebergte. Sinds 2019 staat het gebouw (samen met 7 andere bouwwerken van Wright) als onderdeel en voorbeeld van de 20e-eeuwse architectuur van Frank Lloyd Wright op de Unesco-Werelderfgoedlijst.

## Ontwerp
Het ontwerp is van de hand van de Amerikaanse architect Frank Lloyd Wright en wordt wel beschouwd als zijn meesterwerk. Het functionalistische ontwerp is opgebouwd uit verticale lijnen van metselwerk en horizontale lijnen van beton.

## Geschiedenis
Fallingwater werd in 1939 voltooid en diende als weekendverblijf voor de opdrachtgever, de familie Kaufmann. In 1963 werd de villa door Edgar Kaufmann Jr. overgedragen aan de Western Pennsylvania Conservancy. Sinds 1964 is het een museum.
In 2011 is Fallingwater toegevoegd in de Lego Architecturelijn van LEGO.

## Galerij

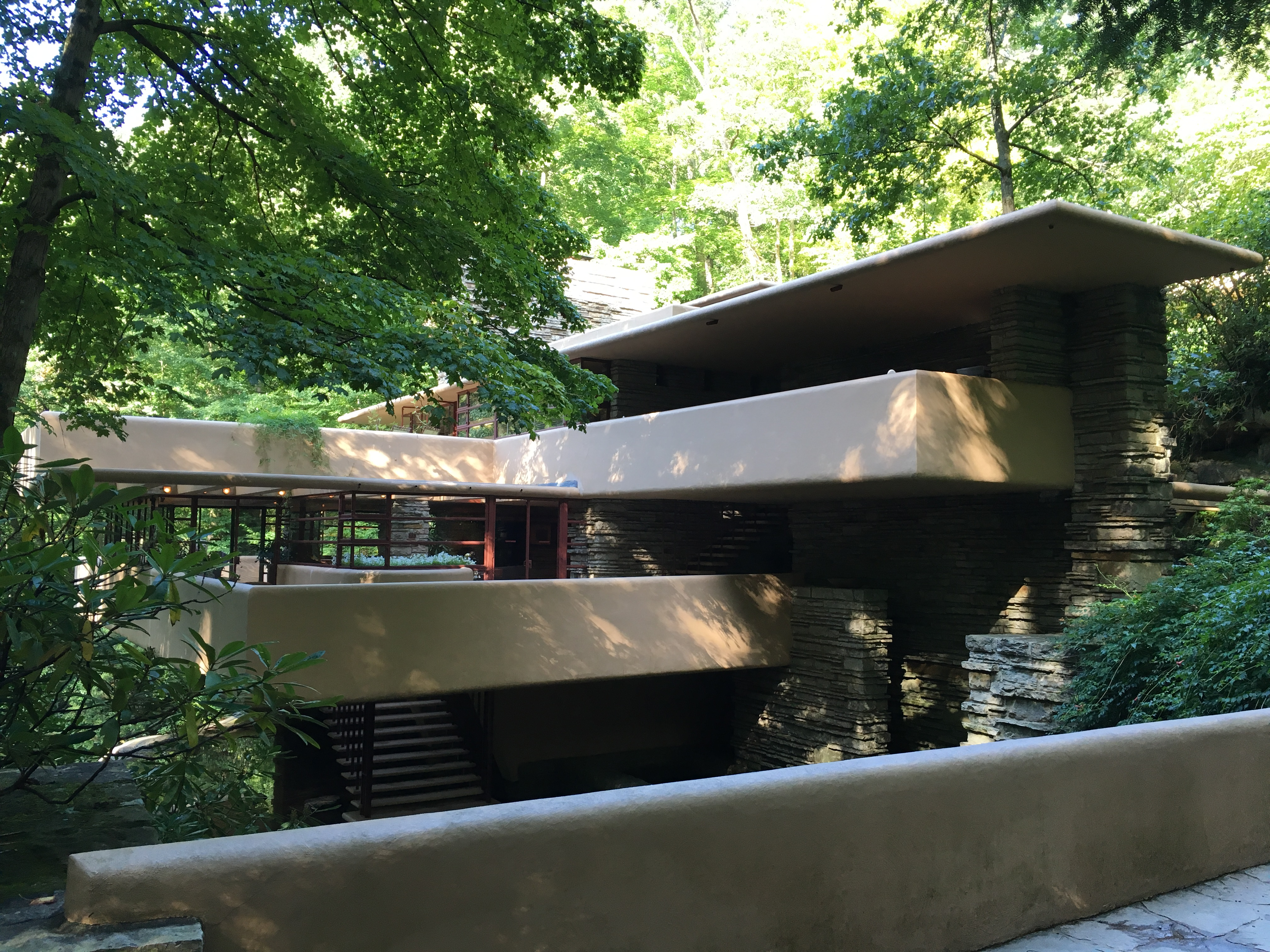
Fallingwater gezien vanaf de brug
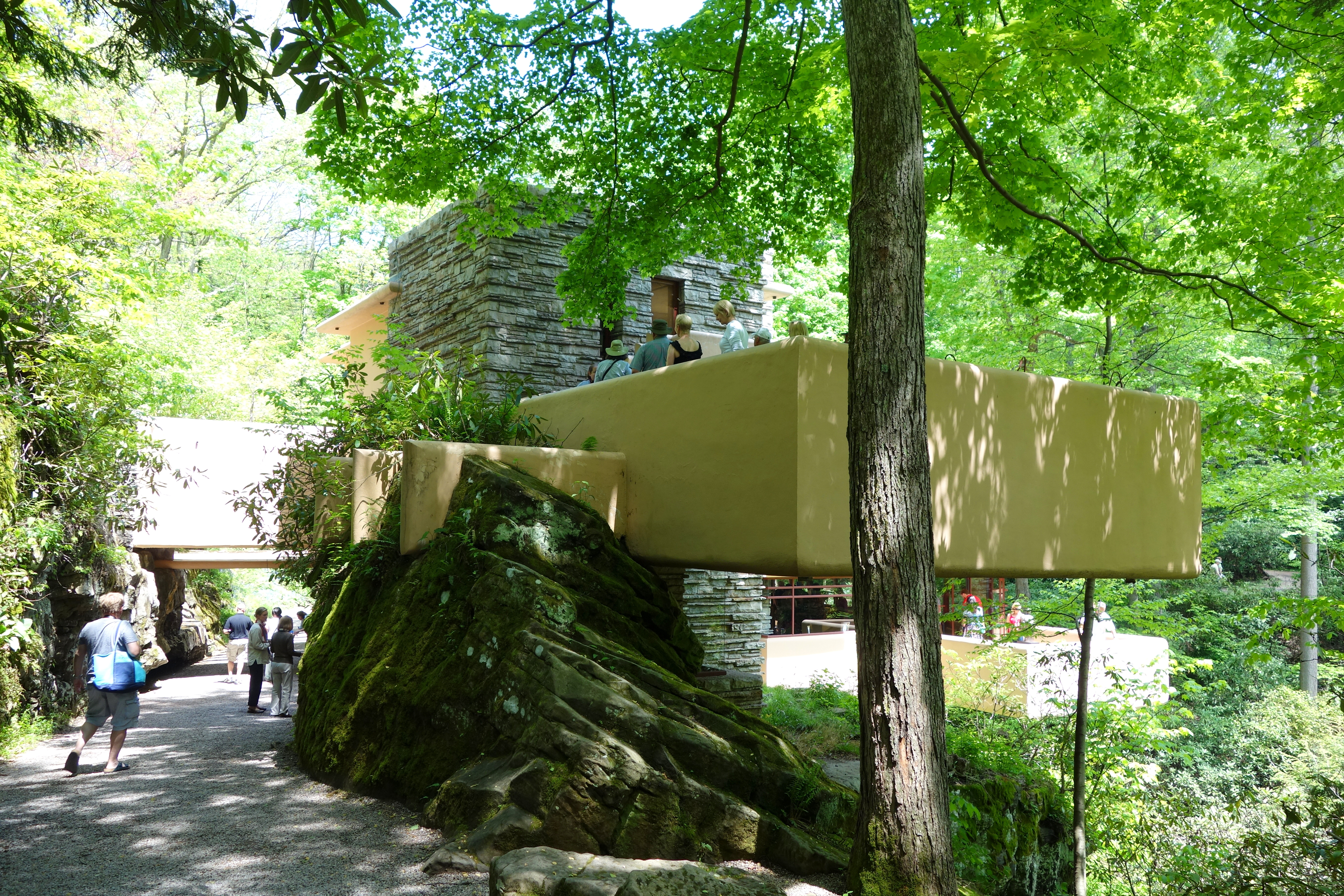
Ingang
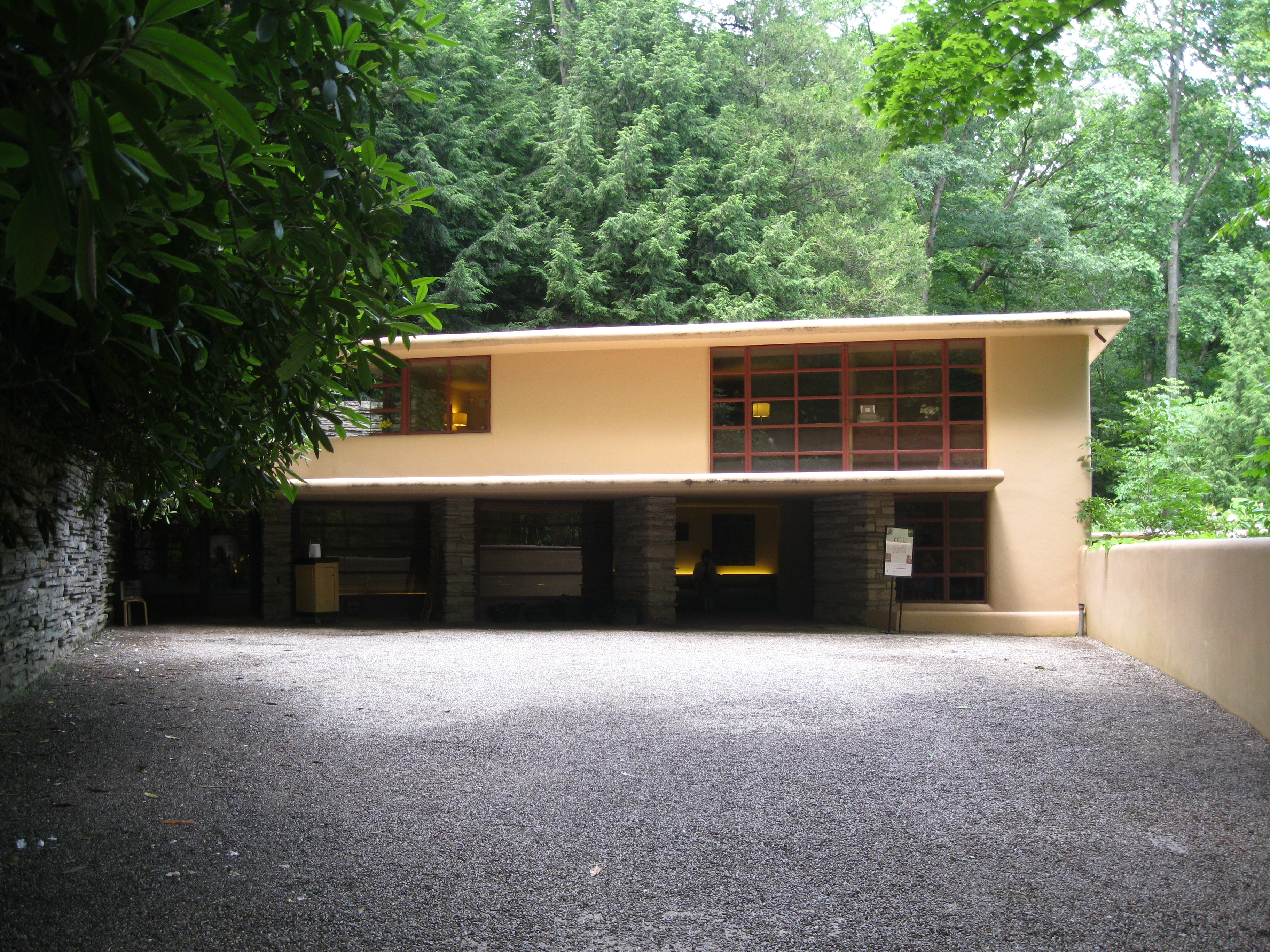
Garage